# Vertex Pharmaceuticals
Vertex Pharmaceuticals («Вертекс Фармасьютикалс») — фармацевтическая компания со штаб-квартирой в Бостоне, штат Массачусетс. В списке крупнейших публичных компаний мира Forbes Global 2000 за 2021 год Vertex Pharmaceuticals заняла 744-е место (1550-е по обороту, 247-е по чистой прибыли и 291-е по рыночной капитализации).

## История
Компания была основана в 1989 году Джошуа Богером, ранее работавшему в лаборатории Мерк и Ко. Среди разработок компании были препараты ампренавир в 1995 году (совместно с GlaxoSmithKline), фосампренавир в 2003 году (лицензирован ViiV Healthcare), телапревир (совместно с Johnson & Johnson).
В 2001 году была куплена базирующаяся в Сан-Диего Aurora Biosciences Corporation с разработками в сфере муковисцидоза. В 2012 году на рынок был допущен препарат для лечения этой болезни на основе ивафактора Kalydeco.

## Деятельность
У компания есть своя фабрика в Бостоне, однако основной объём продукции производится сторонними контрактными компаниями. Помимо фабрики и лаборатории в Бостоне у компании есть научно-исследовательский центр в Сан-Диего (Калифорния).
Основная часть выручки приходится на США, 5,29 млрд долларов из 7,57 млрд долларов в 2021 году, на страны Европы пришлось 1,97 млрд долларов.
Наибольшего успеха компания достигла в разработке лекарств от муковисцидоза, основным препаратом является комбинация из трёх веществ, elexacaftor/tezacaftor/ivacaftor, продаваемая в США под названием Trikafta, в других странах под названием Kaftrio; его продажи в 2021 году составили 5,70 млрд долларов (курс лечения стоит $311 тыс. в год). Другим препаратом компании от этого заболевания является Оркамби (лумакафтор/ивакафтор), его продажи составили 772 млн долларов. Однокомпонентный препарат Калидеко (ивакафтор) принёс компании 684 млн долларов.